# Jalage, Khanapur
Jalage là một làng thuộc tehsil Khanapur, huyện Belgaum, bang Karnataka, Ấn Độ.